# Morris Carnovsky

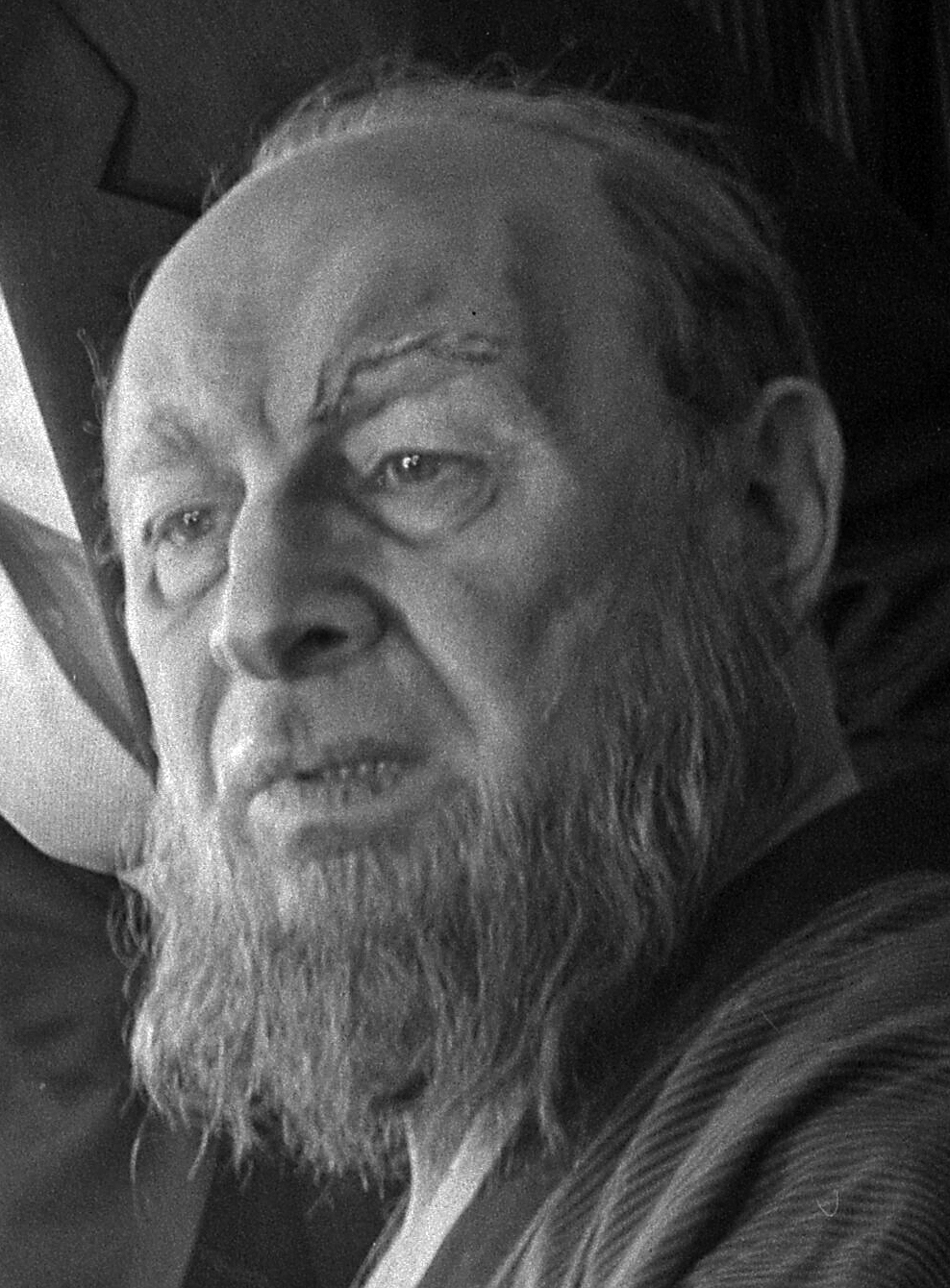
Carnovsky bei einer Aufführung von König Lear (1964)

Morris Carnovsky (* 5. September 1897 in St. Louis, Missouri; † 1. September 1992 in Easton, Connecticut) war ein US-amerikanischer Theater- und Filmschauspieler.

## Leben und Karriere
Nach seinem Studienabschluss an der Washington University in St. Louis im Jahr 1920 zog Carnovsky nach Boston, wo er in der Theatertruppe von E. E. Clive an ersten Produktionen mitwirkte. 1922 machte er sein Bühnendebüt in New York und wurde schon bald am Broadway zu einer festen Schauspielgröße, etwa in der Titelrolle bei Onkel Wanja sowie in mehreren Stücken von George Bernhard Shaw. Schon als junger Mann verkörperte er häufig Figuren mittleren oder hohen Alters. Der Charakterdarsteller war 1931 eines der Gründungsmitglieder des legendären Group Theatres und trat in den meisten Stücken auf, die während des neunjährigen Bestehens des Group Theatres geschrieben wurden. Besonderes Lob erhielt er für seine Auftritte in den Stücken von Clifford Odets wie Awake and Sing, Paradise Lost, Golden Boy und Night Music – viele der Rollen schrieb Odets ihm auf den Leib.
Mit der Schließung des Group Theatres im Jahr 1940 zog Carnovsky nach Hollywood, wo er schnell zu einem gefragten Nebendarsteller wurde. Carnovsky empfand die Filmschauspielerei allerdings als mühselig, da man selten genug Zeit zum Vorbereiten auf die Rollen erhalten habe. Sein Rollenspektrum war breit, von George Gershwins Vater in der Filmbiografie Rhapsodie in Blau (1945) über den kultivierten Schurken und Gegenspieler von Humphrey Bogart in Späte Sühne (1947) bis zu dem gutherzigen Richter in dem Noir-Klassiker Gefährliche Leidenschaft (1950). Aufgrund seiner früheren Mitgliedschaft in der Kommunistischen Partei der USA kam seine Filmkarriere in der McCarthy-Ära zu einem plötzlichen Halt. Er lehnte es ab, Kollegen als Kommunisten zu denunzieren, und geriet auf die Schwarze Liste. Er konnte praktisch nicht mehr in Hollywood Arbeit finden und drehte ab 1950 für zwölf Jahre keinen Film mehr. 

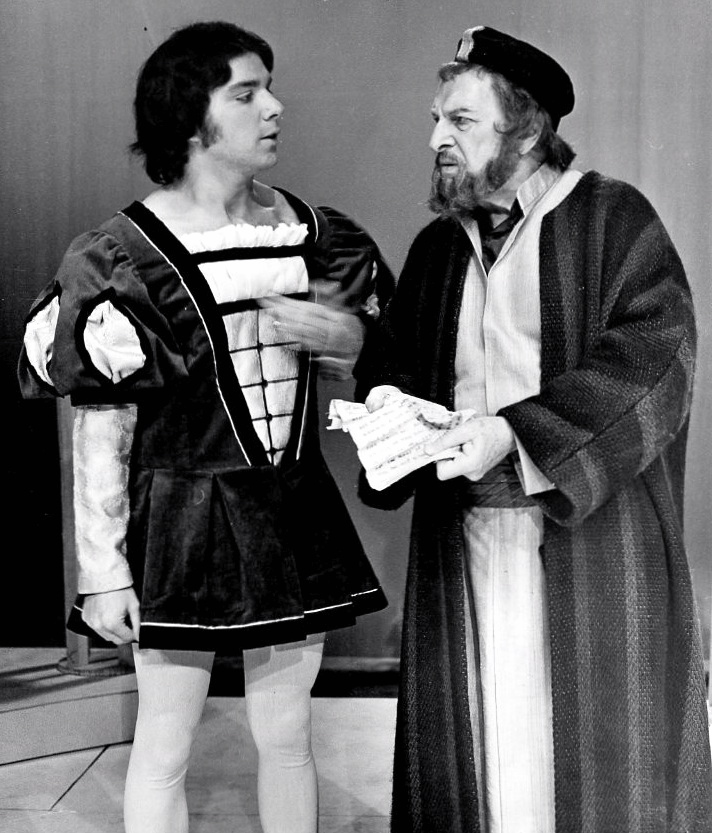
Carnovsky (rechts) mit Alan Safier in Der Kaufmann von Venedig (1973)

Carnovsky wandte sich daraufhin wieder der Bühne zu und erntete insbesondere mit Shakespeare-Rollen große Anerkennung. Auf Vermittlung von John Houseman spielte er ab 1956 regelmäßig bis ins hohe Alter am American Shakespeare Theatre in Stratford, nachdem er zuvor trotz seiner langen Karriere nie in einem Shakespeare-Stück aufgetreten war. Er lernte Shakespeare schätzen und spielte etwa in den Titelrollen von König Lear und Der Kaufmann von Venedig. Er versuchte außerdem, den psychologisierten Stil des Method Actings mit der poetischen Sprache Shakespeares zu verbinden, und entwickelte davon ausgehend seine eigene Schauspieltheorie. Diese legte er in dem Buch The Actor's Eye dar, welches er 1984 mit seinem Freund und Kollegen Peter Sander veröffentlichte. Zu Film und Fernsehen kehrte er nur gelegentlich bei interessanten Angeboten zurück, da er die Bühnenarbeit bevorzugte. Sein letzter Kinofilm war 1974 das Filmdrama Spieler ohne Skrupel, in dem er den Großvater von James Caans Hauptfigur verkörperte.
Morris Carnovsky wurde 1979 in die American Theater Hall of Fame aufgenommen. Er war von 1941 bis zu seinem Tod mit seiner Schauspielkollegin Phoebe Brand (1907–2004) verheiratet, mit der er einen Sohn namens Stephen hatte und häufiger gemeinsam auf der Bühne stand. Sein Neffe war der Schauspieler James Karen. Morris Carnovsky starb fünf Tage vor seinem 95. Geburtstag eines natürlichen Todes.

## Filmografie (Auswahl)
- 1931: Panther Woman of the Needle Trades, or The Lovely Life of Little Lisa (Kurzfilm)
- 1937: Das Leben des Emile Zola (The Life of Emile Zola)
- 1937: Tovarich
- 1943: Aufstand in Trollness (Edge of Darkness)
- 1944: Address Unknown
- 1945: Frühling des Lebens (Our Vines Have Tender Grapes)
- 1945: Rhapsodie in Blau (Rhapsody in Blue)
- 1945: Cornered
- 1947: Frau ohne Moral? (Dishonored Lady)
- 1947: Späte Sühne (Dead Reckoning)
- 1947: Schmuggler von Saigon (Saigon)
- 1948: Der Menschenfresser von Kumaon (Man-Eater of Kumaon)
- 1949: Gefahr in Frisco (Thieves' Highway)
- 1949: Die Herrin von Atlantis (Siren of Atlantis)
- 1950: Gefährliche Leidenschaft (Gun Crazy)
- 1950: The Second Woman
- 1950: Der letzte Musketier (Cyrano de Bergerac)
- 1950: Jack der Killer (Western Pacific Agent)
- 1962: Blick von der Brücke (Vu du pont)
- 1974: Spieler ohne Skrupel (The Gambler)
- 1986: American Playhouse (Fernsehserie, Folge The Cafeteria)